# Bassano Bresciano
Bassano Bresciano là một đô thị trong tỉnh tỉnh Brescia thuộc vùng Lombardia, Ý. Đô thị này có diện tích 9 km², dân số 1799 người. Các đơn vị dân cư trực thuộc là: Các đô thị giáp ranh gồm: Manerbio, Pontevico, San Gervasio Bresciano, Verolanuova.